# Сан Винченцо
Сан Винчѐнцо (на италиански: Dicomano) е градче и община в Централна Италия, провинция Ливорно, регион Тоскана. Разположено е на 5 m надморска височина, на брега на Лигурско море. Населението на общината е 6706 души (към 2018 г.).
Градчето е морски летен курорт.